# Linda Le Bon
Linda Le Bon est une skieuse et grimpeuse handisport belge née le 20 juillet 1964. Elle concourt en ski alpin pour la Belgique et en escalade pour l’Autriche.

## Biographie
Linda Le Bon fait sa carrière dans l’armée belge, qu’elle représente en compétition militaire de course d’orientation ; elle y est professeur d’éducation physique pour les unités parachutistes. Elle pratique l’alpinisme et gravit notamment le Cho Oyu en 1992.
En 2004, elle déménage avec sa famille en Autriche, pour que sa fille Ulla Gilot puisse suivre un cursus spécialisé pour le ski. Elle s’y établit comme monitrice de ski. Le Bon se rend compte en 2012 qu’elle souffre d’une dégénérescence maculaire qui diminue progressivement sa vision.

### Ski alpin
Son guide habituel est Pierre Couquelet, olympien à Sarajevo en 1984. 
Lors des championnats du monde de para-ski à Lillehammer, en 2022, elle devient double vice-championne du monde en descente et en Super-G. Elle participe à ses premiers Jeux paralympiques en 2022 à Pékin à 57 ans ; Pierre Couquelet ne peut pas être son guide pour l’occasion, en raison de problèmes administratifs, elle y est donc guidée par sa fille Ulla, avec qui elle s’entraîne quelques jours seulement avant les compétitions. Le duo mère-fille ne remporte pas de médaille mais se classe trois fois dans le top 10.

### Escalade
Elle participe au circuit international de l’IFSC et remporte notamment la coupe du monde d’handi-escalade d’Innsbrück en 2024 (avec Alexander Guster comme guide) ainsi qu’une troisième place aux championnats d’Europe à Villars. Elle est aussi championne d’Autriche en 2023 avec son guide Marco Lamprecht.